# Château de Roosna-Alliku
Le Château de Roosna-Alliku (estonien : Roosna-Alliku mõis,  jusqu'en 1919 en allemand : Schloss Kaltenbrunn) se situe à Roosna-Alliku (avant 1919 Kaltenbrunn) en Estonie dans le district de Järva à 18 km de Paide (avant 1919 Weißenstein). Il a été construit en 1786.

## Histoire

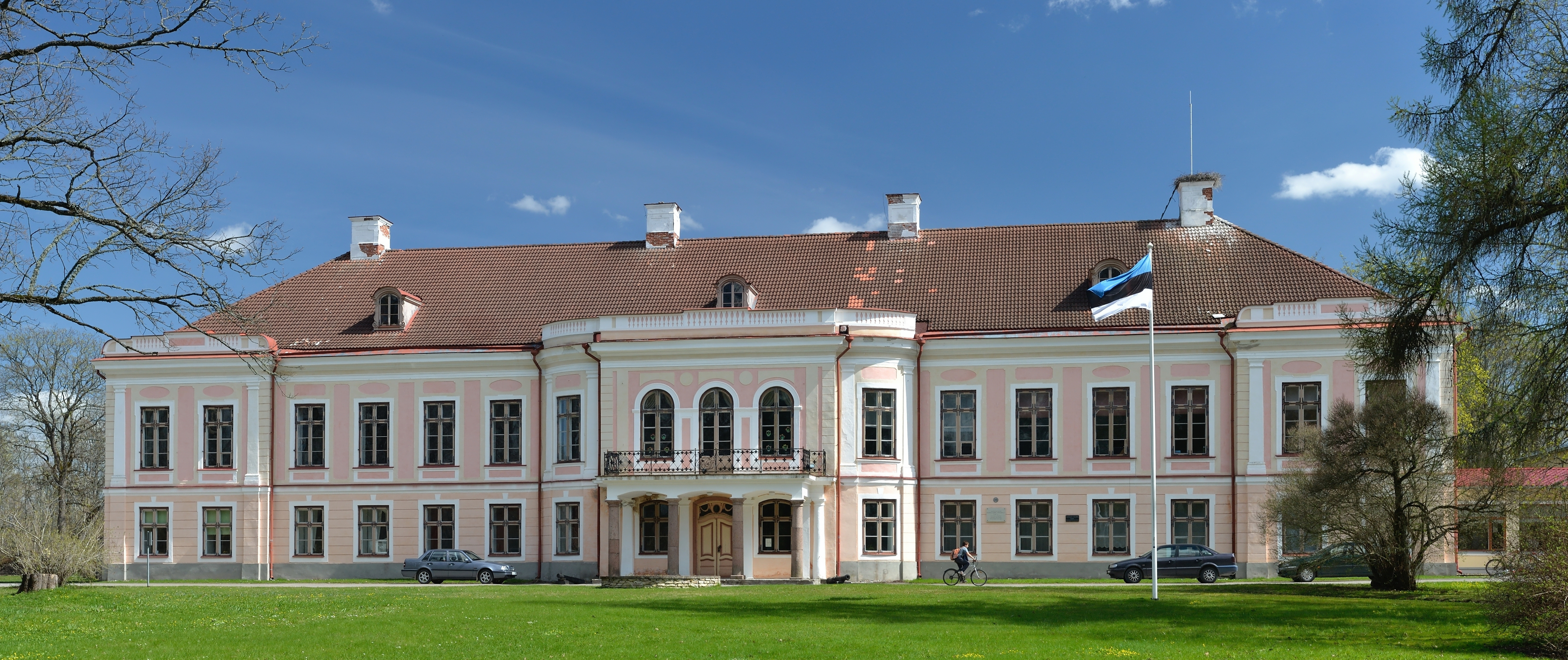

Un château a été construit dans le domaine seigneurial en 1565 et a été de 1617 à 1725 la propriété de la famille von Rosen d'où provient le nom estonien actuel du village, Roosna-Alliku (village des roses). L'architecte en était Johann Schultz, fort réputé dans cette province balte, appartenant à l'époque au royaume de Suède. Il fut le bâtisseur du château de Domberg (aujourd'hui Toompea) et de nombreux autres châteaux et manoirs, comme à Rägavere. La reine Christine de Suède donne le privilège en 1645 à Bogislaus von Rosen (1572-1658) de transmettre ses biens de Kaltenbrunn en fief seigneurial. La fille de Bengt Gustav von Rosen, Margarethe, épouse le baron Jürgen Johann von Stackelberg (1697-1766), issu de la branche d'Hallinap (aujourd'hui Haljava), seigneurs de Kattentack dans le Wierland, et le château et ses terres entrent ainsi dans cette illustre famille germano-balte en 1725, à l'époque où la province balte fait partie du gouvernement d'Esthland, intégré à l'Empire russe par Pierre le Grand. 
Jürgen Johann von Stackelberg sépare de ses terres les villages de Kuksemeggi et de Kaggafer et forme ainsi un nouveau domaine dénommé Jürgensberg. Le baron Otto Friedrich von Stackelberg démolit le château pour faire bâtir en 1786 l'actuel château en style classique avec sa longue façade, entouré d'un grand parc à l'anglaise dont certains arbres subsistent aujourd'hui. Des allées en forme de croix, le Ehrenkreis, bordent les nouveaux bâtiments des communs et de l'exploitation agricole. 
Le château est aujourd'hui un exemple des plus remarquables de l'architecture néoclassique précoce balte avec son intérieur décoré de marbres et de stucs. Chaque pièce de réception est d'une couleur différente, le salon rose, le salon bleu, etc.
Georg von Stackelberg (arrière-grand-oncle du baron Georg Wolter von Stackelberg de la branche d'Hördel) est le dernier propriétaire du château et de ses immenses terres agricoles. La réforme foncière de la nouvelle république d'Estonie, après la Première Guerre mondiale, exproprie en effet les anciens seigneurs d'origine allemande et les 5 307 hectares de Kaltenbrunn passent en coopératives, ou sont distribués aux paysans estoniens. Le château est transformé en école en 1924.
Le château reste bien conservé pendant l'époque de la république socialiste soviétique d'Estonie et sert aussi aux administrations locales. Depuis la disparition de l'URSS, il a été restauré et héberge actuellement l'école élémentaire de Roosna-Alliku (et).

## Source
- (de) Site officiel de la famille von Stackelberg